# Vaisaluokta kåtekirke
Vaisaluokta kåtekirke (svensk: Vaisaluokta kyrkkåta) er en kirke i Vaisaluokta i Sirges sameby der hører under Jokkmokks församling i Lappland i det nordligste Sverige.
Den gamle kåtekirke blev opført af blandt andre Paulus Utsi og blev indviet 1947. Den har sin formgivningsmæssige inspiration fra en traditionel samisk kåte. Den har en selvbærende stolpekonstruktion og er ottekantet. Kirken er byggnadsminne siden 2004. Den nye kåtekirke blev opført i sommeren 1984 og ligger ved siden af den gamle kåtekirke, det gamle klokkestabel og kirkeskurene. 
Kåtekirkens døbefont og lysekrone er fremstillet af Nils Tomas Partapuoli. 